# Ercole Gasparini
Ercole Gasparini (Bologna, 27 febbraio 1771 – Bologna, 27 novembre 1829) è stato un architetto italiano.

## Biografia
Ercole Gasparini, o Girolamo Maria Francesco Gaetano Gasparini secondo altre fonti, nacque il 27 febbraio 1771, secondogenito di una famiglia numerosa e agiata; al battesimo ebbe per madrina la contessa Isabella Ranuzzi Tanari e per padrino il celebre medico e filosofo Luca Sartoni.

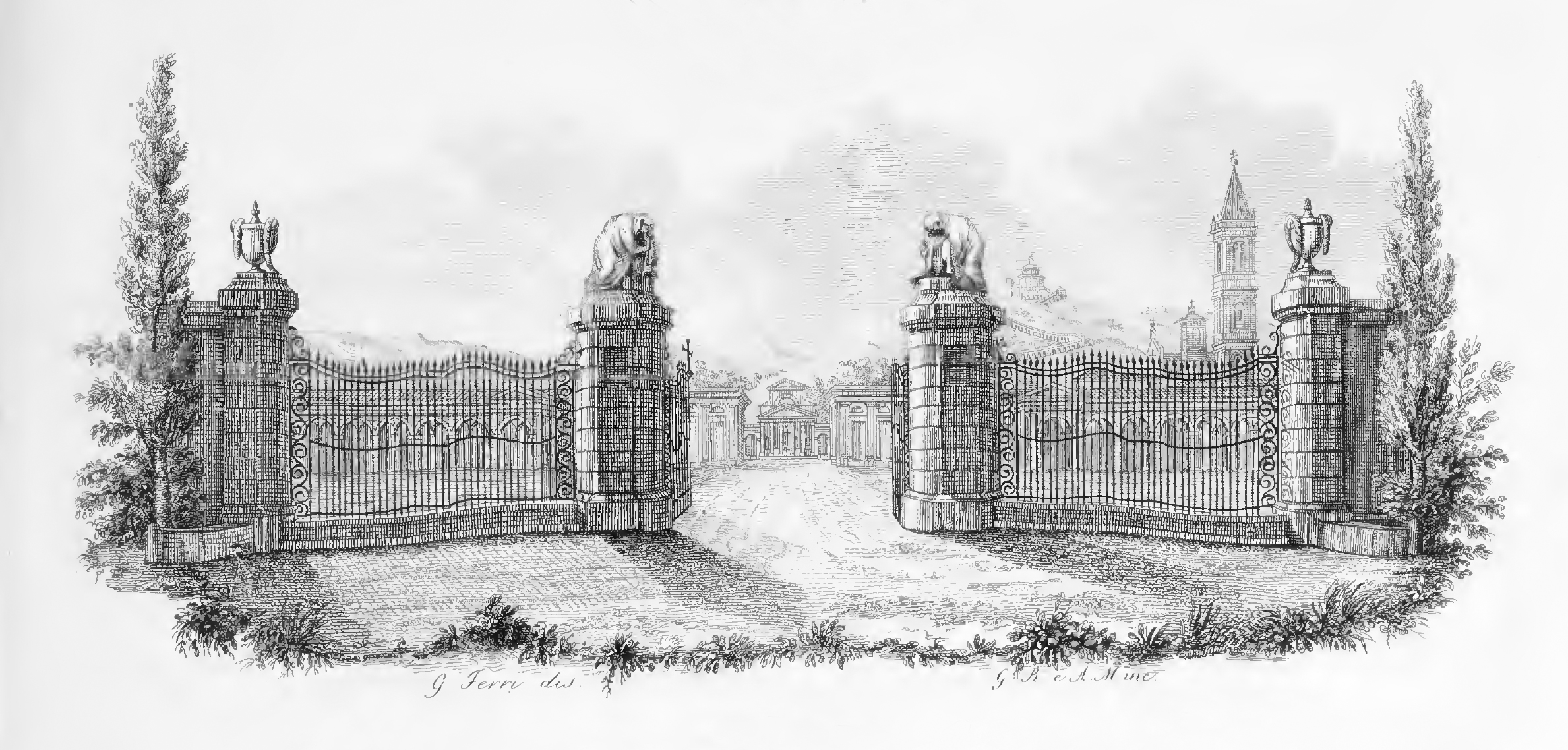
L'Ingresso Monumentale della Certosa di Bologna in un'incisione del 1825.

Studiò sotto la direzione di Giovanni Calegari e poi all'Accademia di Belle Arti di Bologna, dove vinse il Premio Fiori e il Premio Marsili Aldrovandi.
Nel periodo degli studi viaggiò a Roma e poi a Napoli con l'amico e architetto Giuseppe Nadi, restando colpito dal mondo classico e diventando un sostenitore del neoclassicismo archeologizzante; le sue impressioni confluirono in due libri andati perduti, le Memorie per servire alla storia dè monumenti sepolcrali e le Annotazioni al Milizia.
Succedendo all'Antolini di cui era stato allievo, nel 1816 Ercole Gasparini fu nominato professore d'Architettura all'Accademia, conservando il ruolo fino alla sua morte.
All'attività accademica Gasparini affiancò sempre l'attività di architetto. Tra la fine del Settecento e l'inizio dell'Ottocento si impegnò in vari cantieri di edilizia pubblica, con vari progetti per i teatri o il "Ridotto", uno spazio commerciale nell'ambito della riqualificazione del giardino della Montagnola.

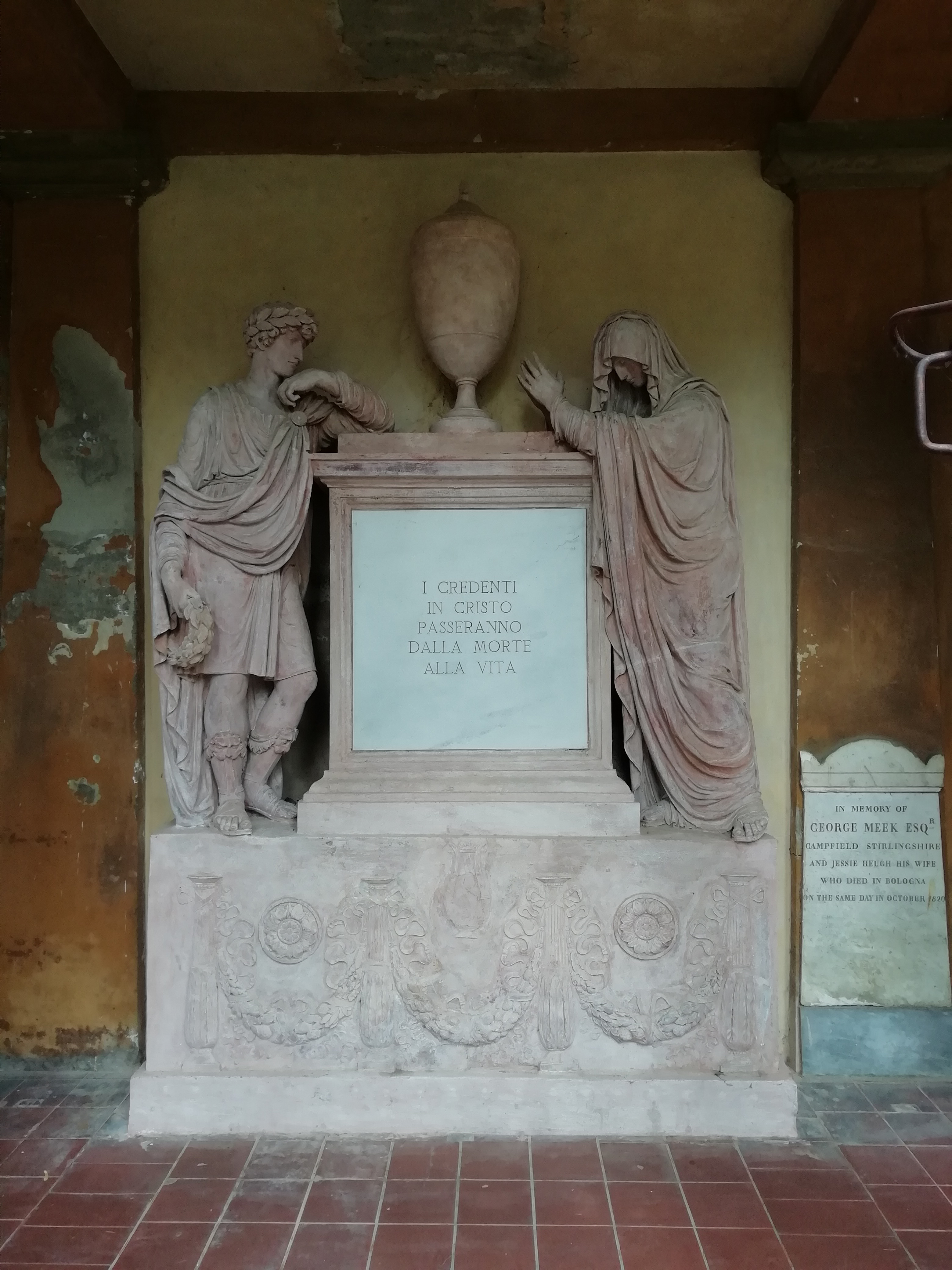
Monumento Strick

Nel 1811, sulla scia del rinnovamento urbanistico di Bologna sotto l'occupazione napoleonica, il Dipartimento del Reno gli affidò la progettazione e la realizzazione del portico della Certosa, proseguimento del portico tra San Luca e il Meloncello fino al cimitero della Certosa di Bologna di recente istituzione; il portico della Certosa, una dei suoi progetti architettonici più riusciti, fu terminato solo dopo la sua morte e con importanti modifiche dovute a questioni economiche. Sempre per la Certosa progettò alcuni monumenti funerari in stile neoclassico e soprattutto l'Ingresso Monumentale e la Cappella dei Suffragi, quest'ultima ammirata dai visitatori anche internazionali e immortalata dal Basoli in un'incisione.
Come architetto per i teatri, Ercole Gasparini progettò la ricostruzione dell'ex teatro Zagnoni, idea infine abbandonata per l'eccessivo danneggiamento della struttura a seguito dell'incendio, e presentò un progetto per il teatro del Corso che non fu selezionato.
Nel 1818 progettò il casino Pignalver a Villa Davia, oggi demolito, mentre nel 1828 iniziò i lavori per la facciata e per il portico della chiesa di Santa Caterina, conclusi dopo la sua morte.
Il Gabinetto di Disegni e Stampe dell'Archiginnasio conserva 277 disegni e progetti dell'architetto che testimoniano della sua visione neoclassica.
Fu sepolto nella Cappella dei Suffragi da lui stesso progettata il 2 dicembre 1829, pochi giorni dopo la morte. La Cappella fu sostituita nel 1863, ben dopo la sua morte, dalla Galleria degli Angeli dello Zannoni, attuale collocazione della sepoltura.